# Mel Long
Melvin „Mel“ M. Long, Senior (* 22. November 1946 in Toledo, Ohio) ist ein ehemaliger US-amerikanischer American-Football-Spieler und Soldat. Er spielte drei Saisons auf der Position des Linebackers für die Cleveland Browns in der National Football League (NFL).

## Karriere
Nachdem er die Highschool abschloss ging er als Soldat in den Vietnamkrieg, wo er für seinen Einsatz u. a. das Navy Cross, das Purple Heart und die Bronze Star Medal bekam. Nach seiner Rückkehr im Jahr 1968 ging er auf die University of Toledo, wo er einen Platz in der Footballmannschaft der Toledo Rockets bekam. Dort spielte er zwischen 1969 und 1971, eine Zeit in der die Rockets alle ihre 35 Spiele gewannen und drei Mal hintereinander die Mid-American Conference gewannen, auf der Position des Defensive Tackle. In seinen letzten beiden Saisons wurde er dabei zum All-American gewählt.
Long wurde im NFL Draft 1972 in der elften Runde als 278. Spieler von den Cleveland Browns ausgewählt. Für die Browns spielte er drei Saisons auf der Position des Linebackers, wobei er in jedem Spiel auflief, jedoch nie Starter war. Nach seinem Austritt aus der NFL versuchte er in der noch jungen World Football League Fuß zu fassen, was ihm jedoch nicht gelang.
1999 wurde Long in die College Football Hall of Fame aufgenommen. Zum 100-jährigen Jubiläum der Rockets wurde 2017 ein Jubiläumsteam gewählt. Long landete dabei auf Platz vier.

## Persönliches
Longs Sohn, Mel Long, jr., spielte ebenfalls College Football für die Rockets, wo er einer der besten Wide Receiver der Teamgeschichte war. Dieser spielte später professionell Canadian und Arena Football.